# خوزه آرنایز
خوزه مانوئل آرنایز دیاز (به اسپانیایی: José Manuel Arnáiz Díaz) (متولد ۱۵ آوریل ۱۹۹۵) یک بازیکن فوتبال حرفه‌ای اهل اسپانیا است که برای باشگاه فوتبال لگانس به عنوان یک وینگر چپ بازی می‌کند.
او سابقه بازی در رئال وایادولید را نیز دارد.